# Cesare Marcotto
Cesare Marcotto (* 1959 in Verona) ist ein italienischer Maler, Bildhauer und Bühnenbildner, der in Neustadt an der Weinstraße lebt und arbeitet.

## Leben
Zwischen 1978 und 1980 nahm Cesare Marcotto an verschiedenen im Centro di Ricerca Teatrale von Pontedera veranstalteten Seminaren teil, in welchem er an dem vom polnischen Regisseur und Dramaturgen Jerzy Grotowski geleiteten Projekt „Special Projects“ mitwirkt. Nach seinem Diplomabschluss 1979 am Istituto d’Arte N. Nani in Verona belegte er von 1980 bis 1982 Kurse am Istituto di Cultura Scenica Orientale IXO des Teatro Tascabile di Bergamo unter der Leitung von Renzo Vescovi. 1983 nahm er seine Tätigkeit als Bildhauer für das Opernhaus auf (Arena di Verona, „Tosca“, 1984, Teatro alla Scala, „Aida“, 1985), wobei er 1984 während der Produktion von „Tosca“, Fiorenzo Giorgi begegnete, mit dem er als Assistent bis 1996, als der Bühnenbildner und Regisseur verstarb, zusammenarbeitete. 1986 wurde er anlässlich des Concorso Nazionale di Scenografia Toti dal Monte für Un ballo in maschera von Giuseppe Verdi am Teatro Comunale von Treviso mit dem ersten Preis ausgezeichnet. Im Anschluss an diese Würdigung folgten zahlreiche Opern-, Theater- und Fernsehproduktionen, unter anderem mit Piero und Alberto Angela für den italienischen Fernsehsender RAI1, an denen Marcotto als Bühnenbildner und Kostümbildner mitwirkte. In Rom erarbeitete er Szenen für diverse Vorstellungen in Zusammenarbeit mit dem Regisseur und Schauspieler Alessandro Benvenuti. 1990 war er bei der Verwirklichung des Bühnenbilds für Carmen in der Arena von Verona als Assistent des Bühnenbildners Miguel Berrocal tätig, mit dem er bis ins Jahr 2000 bei unterschiedlichen Anlässen immer wieder zusammenarbeitete. Von 1990 bis 1992 wirkte er als Bühnenbildner am Pfalztheater von Kaiserslautern an der Seite des Regisseurs Pavel Fieber. 1992 fand seine erste „informelle“ Gemäldeausstellung statt. 1994 stellt Marcotto, zusammen mit Berrocal, in der Galerie Zulauf in Freinsheim bei Ludwigshafen seine Gemälde und Skulpturen aus. Im Jahr 2010 realisierte er sein erstes Gemälde auf Glas mit der Technik des Farbgusses mit Hilfe des Unternehmens Derix in Taunusstein.

## Ausstellungen

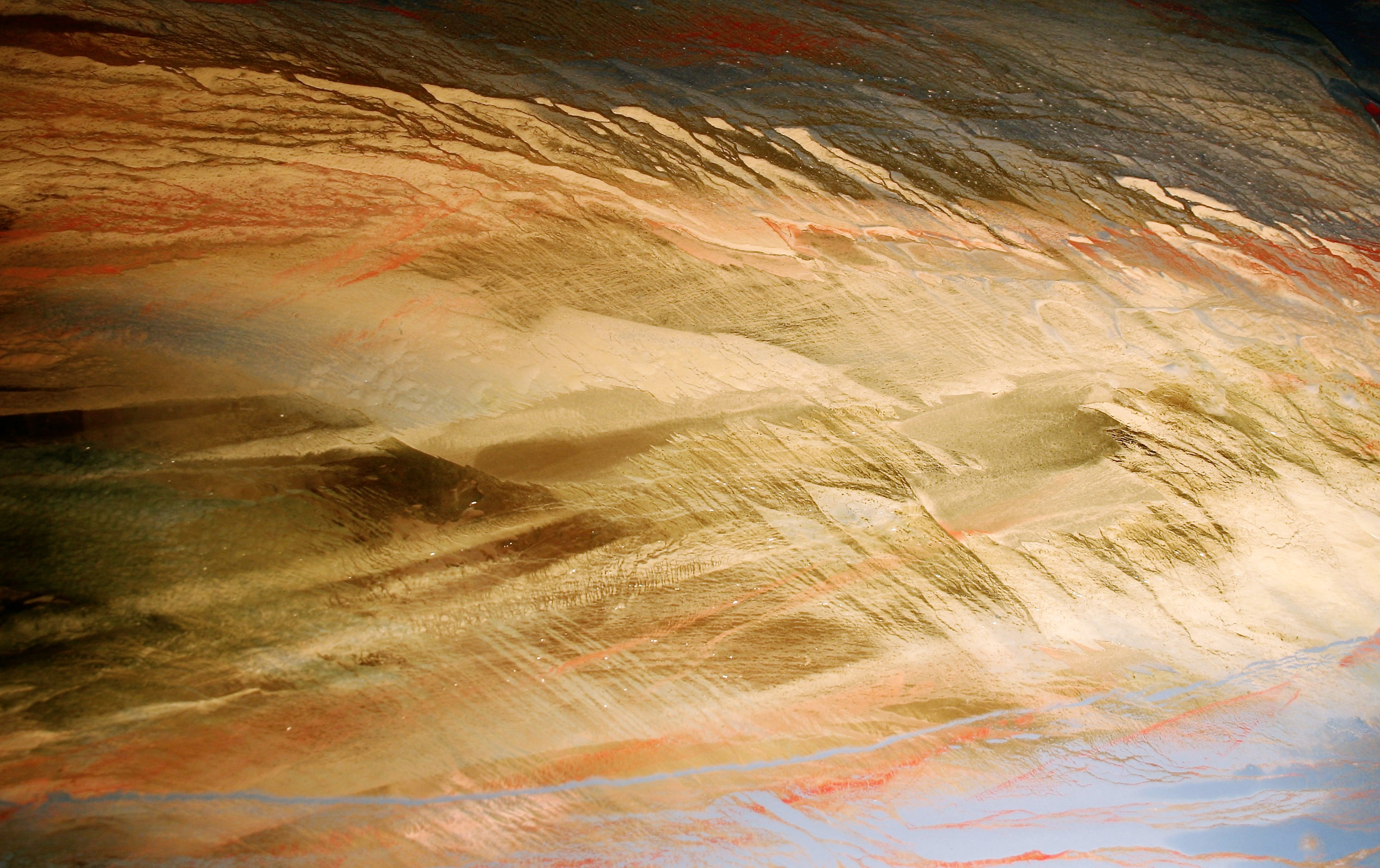
Werk aus Glas

- 1992 Das Drama in der Farbe im Pfalztheater Kaiserslautern; kunsthistorische Einführung durch Marlene Jochem (Theodor-Zink-Museum).[1]
- 1994 Marcotto Malerei – Berrocal Bildhauerei in der Galerie Zulauf, Freinsheim; kunsthistorische Einführung durch Manfred Fath (Kunsthalle Mannheim).
- 1995 Ausstellung im Institut für Italienische Kultur, Hamburg
- 1996 Ausstellung im Edwin Scharf Museum, Neu-Ulm
- 1997 Ausstellung im Institut für Italienische Kultur, München
- 1998 Ausstellung in der Galerie Vinizki, München
- 2000 Sonnenspuren in der ehemaligen Synagoge Weisenheim am Berg
- 2003 Frieden als … im Kulturzentrum Vinningen und in der Ehemaligen Synagoge Weisenheim am Berg; kunsthistorische Leitung durch Hans-Jürgen Imiela (Johannes Gutenberg-Universität Mainz).
- 2005 Frieden als … im Hambacher Schloss, Neustadt an der Weinstraße; kunsthistorische Leitung durch Dr. Ulrike Havemann (Zentrum für Kunst und Medien, Karlsruhe).
- 2006 Spannungsharmonien im Kahnweilerhaus, Rockenhausen; kunsthistorische Einführung durch Gerd Hauser / unter dem Titel „Die Mauer“ am Theater Divadlo, Brünn; kunsthistorische Einführung durch Stanislaw Mosha.
- 2007 … trotz allem Frieden im Kulturzentrum Content 18, Mannheim
- 2009 Wassergeometrien in der Stadtgalerie Otterndorf; kunsthistorische Einführung durch Hans Volker Feldmann. / „Wasserfragmente“ im Deutschen Schuhmuseum Hauenstein; kunsthistorische Einführung durch Willy Schächter.
- 2010 Poesia Marcotto in der Galerie Bernhard Schwanitz, Würzburg
- 2011 Geometrie des Wassers in der Galerie artelier 21, Rheinzabern; kunsthistorische Einführung durch Thomas Angelou M.A.
- 2015 Sinnlichkeit des Abstrakten in der Villa Böhm, Neustadt an der Weinstraße / "Wort – Wandlung – Frieden" im Institut für Deutsche Sprache, Mannheim
- 2017 Die Natur erzählt – Die Farbe ist in der Rathausgalerie Hirschberg
- 2018 GLAS – Kunst trifft Handwerk in der Handwerkskammer Wiesbaden
- 2020 Die Zartheit des Wassers in der Stadtgalerie Otterndorf
- 2023 A Cor Conta, Palácio da Cultura Ildo Lobo

## Sammlungen
Marcottos Werke sind in privaten und öffentlichen Sammlungen in Deutschland und Italien zu finden, unter anderem im Edwin Scharff Museum in Neu-Ulm, im Kultusministerium Rheinland-Pfalz in Mainz, in der Sammlung des Landespräsidiums in Karlsruhe, im Verlagshaus Vallecchi per l’Arte in Florenz und in den Päpstlichen Sammlungen des Vatikans in Rom.

## Wirkung
- "Mit seinen Gemälden und Grafiken steht Cesare Marcotto in der Tradition der Informellen Malerei […] Diese expressiv und spontan wirkenden Bilder sind das Ergebnis eines sich oft über Wochen hinziehenden Schaffensprozesses, in dem der Maler in einer fast altmeisterlichen Manier das Bild aus vielen Schichten, aus den unterschiedlichsten Farben und mit den unterschiedlichsten Maltechniken aufbaut. Dadurch entsteht die differenzierte Wirkung dieser Gemälde mit ihrer erstaunlichen Leuchtkraft und Tiefe."

(Aus der Eröffnungsrede der Ausstellung in Freinsheim am 24. April 1994 von Manfred Fath (damaliger Direktor der Kunsthalle Mannheim)).
- "Seine planetarischen Landschaftsbilder wie "Die Sonnen" oder "Ricordi" können als tachistische Werke gelten. Die Farben haben sich gelockert, gehen ineinander über, erwachsen auseinander und entfalten sich zu gezackten Gebilden, die zu implodieren scheinen. Lichte Farben legen sich auf dunkle Formstrukturen und erzeugen eine Spannungsharmonie in der Einheit des Gegensätzlichen."

(Marlene Angermeyer-Deubner, zitiert nach: Marcotto, Cesare/Angermeyer-Deubner, Marlene/Elicio, Mario: Marcotto. Malerei und Skulptur von 1989–2001, Weisenheim am Berg, 2002, S. 6)
- "In seiner Malerei jedoch stürzt er wie in einen Abgrund der Selbstoffenbarung: Und das ist es, was er will. […] Seine Bilder drücken eine uranfängliche, altüberkommene, triebhafte Intensität aus: gleichzeitig zum Ausdruck gebracht und mit Furcht belegt. Hier liegt die Stärke seines emotiven Ausdruckskanons, der zum Teil geheim bleibt, wenn er auch explosiv ist. Sein intimster Bereich, der gut behütete Teil seiner selbst."

(Mario Elicio, zitiert nach: Marcotto, Cesare/Angermeyer-Deubner, Marlene/Elicio, Mario: Marcotto. Malerei und Skulptur von 1989–2001, Weisenheim am Berg, 2002, S. 38)

## Kataloge und Sekundärliteratur
- Cesare Marcotto: UM CONTO DO ALÉM-PINTURA OU QUEM GANHAR TEM RAZÃO?, Astrolabio-Lisboa: Lissabon 2022, ISBN 978-989-37-2905-2
- Cesare Marcotto: Die Zartheit des Wassers. Aus dem Logbuch des Malers Cesare Marcotto, Neustadt an der Weinstraße 2018, 2018. ISBN 978-3-00-061992-2
- Giorgio Pugliaro: Cinque anni di teatro musicale in Italia: le stagioni liriche 1987–1991; elaborazione e analisi dei dati contenuti negli Annuari EDT dell’opera lirica, in: Italia 1987–1991 da "Lo stato del la musica" – rapporto CIDIM 1993, Torino: EDT, 1993.
- Cesare Marcotto, Marlene Angermeyer-Deubner und Mario Elicio: Marcotto – Malerei und Skulptur von 1989–2001, Weisenheim am Berg 2002. ISBN 88-85176-41-0
- Cesare Marcotto: Corpi in trasformazione ispirati alla realtà della vita, in: Marmi Graniti Pietre, 2005, S. 44–48.